# عمارة الكنيسة الروسية

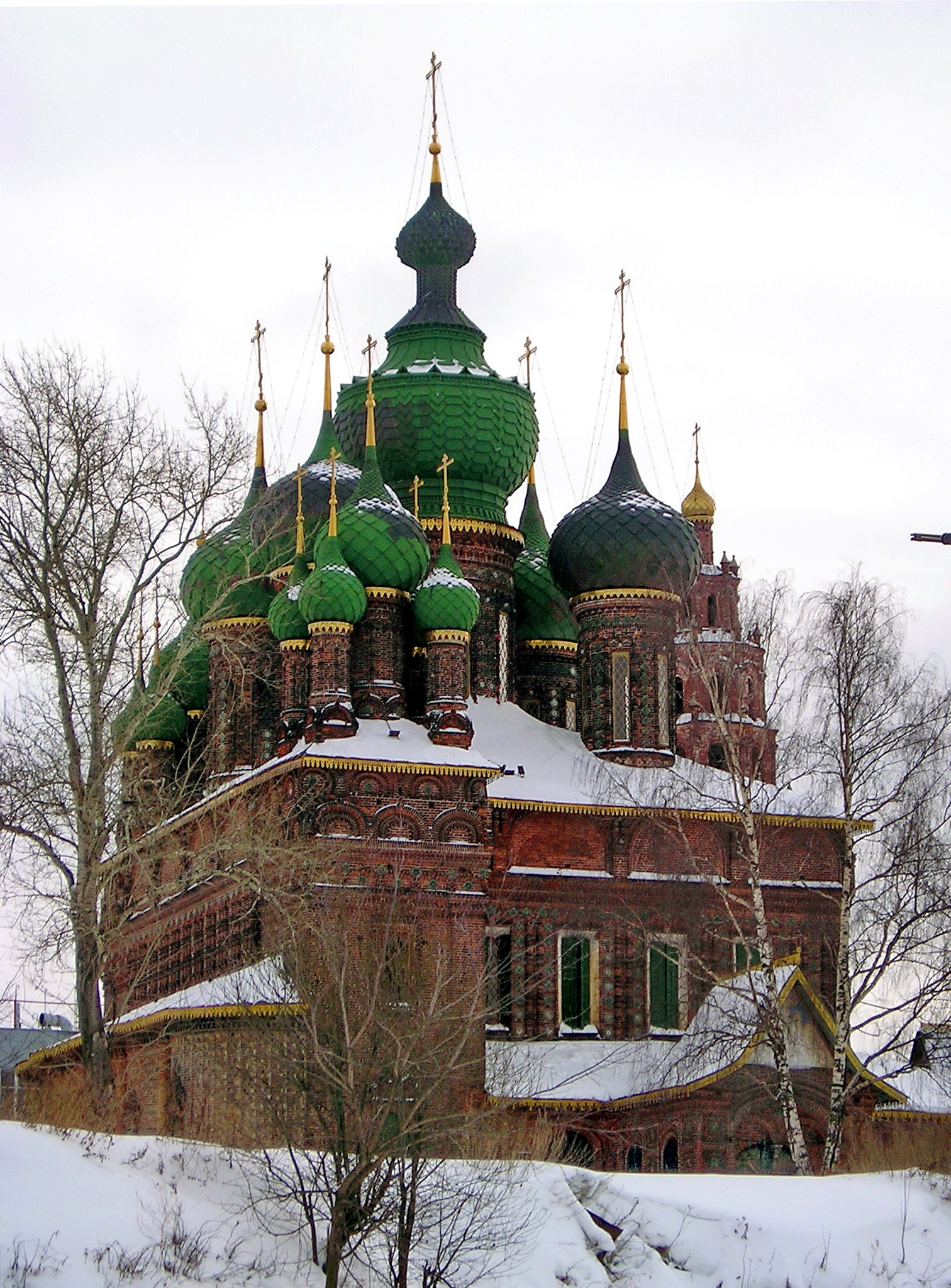

تحتوي الكنائس الروسية غالبًا على عناصر متكررة مختلفة في هندستها المعمارية. فعلى سبيل المثال، تُعد القبة البصلية عنصرًا متكررًا ومهمًا في عمارة الكنائس الروسية. تحتوي الكنائس الروسية في غالب الأمر أيضًا على عناصر زخرفية متعددة الألوان. علاوة على ذلك، يلعب اللون الأبيض دورًا مهمًا في أسلوب الكنائس الروسية. كانت الكنائس الروسية في الماضي تُصنع من الخشب. تتميز العديد من الكنائس الأرثوذكسية الروسية بشاقوليتها وألوانها الزاهية وقبابها المتعددة، التي توفر تباينًا مذهلًا مع المناظر الطبيعية الروسية المسطحة التي غالبًا ما تكون مغطاة بالثلج. اختلفت الكنائس الأولى في خقانات روس في هذا الصدد عن سوابقها البيزنطية ذات القبة الواحدة، ومن الأمثلة عليها، كاتدرائية القديسة صوفيا نوفغورد الخشبية التي تمتلك 13 قبة، إذ كان عدد القباب مهمًا من الناحية الرمزية. ترمز القبة الواحدة إلى الإله الواحد، وتمثل القباب الثلاثة الثالوث، بينما تمثل القباب الخمسة المسيح ومبشريه الأربعة. كانت في بداية الأمر كل من صالة المعمودية ومجاز الكنيسة والجوقة فوق مجاز الكنيسة سمة مشتركة لكنائس روس، لكنها اختفت تدريجيًا. بعد قرن من التقليد البيزنطي، بدأ البناؤون الروس التأكيد على الشاقولية في تصميم الكنيسة.
شهد أواخر القرن الثاني عشر تطور ما يُسمى بكنائس الأبراج في بولوتسك وسمولينسك. انتشر هذا التصميم لاحقًا إلى مناطق أخرى مثل كييف وتشرنيغوف. اما الانتقال بصري بين المكعب الرئيسي للكنيسة والأسطوانة الممدودة أسفل القبة، فقد زُود من خلال صف واحد أو عدة صفوف من أقواس الطنف المنحنية المعروفة باسم كوكوشنيكي. يمكن أن تكون على شكل مجرفة أو نصف دائرية أو مدببة الشكل. تطورت أطراف الكوكوشنيكي المتجمعة في شكل هرمي مميز في كنائس موسكوفيت اللاحقة. تميز عهد إيفان الرهيب بإدخال ما يُعرف بأسقف الخيام. كانت الكنائس مثل كاتدرائية القديس باسيل عبارة عن تكتل من المصليات الصغيرة تكسوها الأسطح المخروطية شديدة الانحدار ذات التصاميم الغريبة.
تحول مهندسو فلاديمير سوزدال من الطوب إلى الحجر الجيري الأبيض المصقول باعتباره مادة البناء الرئيسية التي قدمت ظلالًا فعالة للكنيسة بشكل كبير، ولكنها رفعت من تكلفة بناء الكنائس للغاية. جمعت الزخرفة بين النجارة المحلية والشرقية وعصر النهضة الإيطالية مع الزخارف القوطية الألمانية. بنى المعماريون في نوفغورود وبسكوف كنائسهم من الحجر الحقلي وكتل من الحجر الكلسي الخام. نتيجة لذلك، تتميز المباني الشمالية الغربية بجدران مزخرفة عالية، كما لو أنها مصنوعة من الطين، بينما كانت الواجهة ثلاثية الفصوص ذات جملونات مرتبة، وهذا ما اعتُبر ترتيبًا شائعًا في جمهورية نوفغورود اللاحقة. تميزت كنائس بسكوف بكونها صغيرة وجملونية، وقد طورت هذه الكنائس صالة مغلقة تؤدي إلى رواق وبرج جرص بسيط أو زفونيتسا.
كان الاهتمام المهيمن للعمارة الروسية في العصور الوسطى المتأخرة هو وضع برج الجرس، وتمثل الحل المبكر للمشكلة بوضع برج الجرس فوق جسم الكنيسة الرئيسي. كانت الأبراج المنفصلة ذات أسقف الخيام أمرًا شائعًا للغاية في القرن السابع عشر، وغالبًا ما ضُمت إلى الكنيسة عن طريق صالة أو رواق منخفض ممدود. يُعرف الترتيب الأخير باسم «تصميم السفينة»، إذ يرتفع برج الجرس فوق الشرفة بمثابة مقدمتها. تمثل كنائس باروك موسكوفيت الهيكل المتدرج للكنائس الخشبية الروسية التقليدية، «إذ يصعد ظل هرمي في سلسلة من الشكل المثمن الذي تأخذ أضلاعه بالتناقص» (دبليو. سي. برومفيلد). يُعرف هذا النوع من الكنائس باسم كنيسة «المثمن على المكعب».